# Nužno nasljedno pravo
Nužno nasljedno pravo je skup pravnih pravila kojima se određuje krug osoba kojima je oporučitelj dužan ostaviti određeni dio svoje imovine.

## Pojam nužnog dijela
Dio koji nužni nasljednici moraju dobiti od ostavitelja zove se nužni dio.
Nužni dio (po hrvatskom Zakonu o nasljeđivanju) je određeni dio zakonskog dijela. tj. dio onog dijela koji bi nužni nasljednik kao zakonski nasljednik dobio da nema oporuke.
Nužni dio se daje samo na zahtjev, a nikada po službenoj dužnosti.

## Nužni nasljednici
Nužni nasljednik ima pravo zahtijevati nužni dio samo ako je u konkretnom slučaju istodobno i zakonski nasljednik.
Zakon o nasljeđivanju RH (u daljnjem tekstu ZN) dijeli nužne nasljednike u dvije kategorije:
- U prvu ulaze oni nužni nasljednici koji imaju pravo zahtijevati nužni dio već samo zato što su zakonski nasljednici.

Nazivaju se i apsolutnim nužnim nasljednicima.
Tu spadaju: potomci umrloga, njegovi posvojenici i njihovi potomci, te njegov bračni drug.
Ti nasljednici dobivaju 1/2 dijela koji bi ima pripao po zakonu.
- U drugu spadaju oni nasljednici za koje se traže dvije pretpostavke:

1) moraju biti zakonski nasljednici i 

2) moraju biti trajno nesposobni za rad i ne smiju imati nužnih sredstava za život.
Nazivaju se i relativnim nužnim nasljednicima.
Tu spadaju: ostaviteljevi roditelji, posvojitelji i ostali predci (djedovi, bake, itd.)
Ti nasljednici dobivaju 1/3 njihovog zakonskog dijela.

## Izračunavanje nužnog dijela
Ako je oporučitelj povrijedio nužni dio ne samo oporukom nego i darovanjima za života, na zahtjev nužnih nasljednika pristupa se izračunavanju nužnog dijela.
Postupak:
1) Popisati i procijeniti sva dobra i sve tražbine (osim nenaplativih) - utvrditi aktivu
2) Odbiti dugove (uključivo troškove pokopa, popisa i procjene ostavine) - odbiti pasivu
3) Ostatak koji se dobio na taj način naziva se čista ostavina, kojoj se pribraja vrijednost svih darova koje je ostavitelj učinio nekom zakonskom nasljedniku i trećim osobama u posljednjoj godini svoga života (osim manjih uobičajenih darova). 

Pod darom se podrazumijeva i odricanje od prava, npr. oprost duga, kao is svako drugo raspolaganje bez naknade.
Ne pribraja se vrijednost darova učinjenih u općekorisne svrhe.
Do vrijednosti dara u novcu dolazi se tako da se uzima vrijednost darovane stvari u trenutku ostaviteljeve smrti, a prema njezinu stanju u kakvom je bila u vrijeme darovanja.
4) iz tako ukupno izračunate vrijednosti ostavine, određuje se vrijednost nužnog dijela.
5) Ono što je preostalo naziva se raspoloživi dio i njime ostavitelj može slobodno raspolagati.

#### Uračunavanje (collatio)
Tu treba spomenuti institut uračunavanja (collatio) po kojem se svakom zakonskom nasljedniku uračunava u njegov nasljedni dio sve ono što je dobio na ime dara ili zapisa od ostavitelja za života.
Nužnom nasljedniku se u nužni dio uvijek uračunavaju dobiveni darovi i zapisi.